# Gottfried Keller
Gottfried Keller (Zurigo, 19 luglio 1819 – Zurigo, 15 luglio 1890) è stato uno scrittore e poeta svizzero.
È considerato il massimo esponente della letteratura in lingua tedesca del suo paese, e fra i pochi ad aver conosciuto ampia fama internazionale. La sua opera si può inquadrare nel filone del realismo borghese.

## Biografia
Era figlio di Rudolf Keller, un tornitore idealista e filantropo, di grande coerenza morale e di idee politiche progressiste, e di Elisabeth Scheuchzer, donna rigorosa ed economa. Nel 1822 nacque la sorella Regula.
Da bambino ricevette dalla madre un'educazione puritana molto rigida. Suo padre morì quando Keller aveva cinque anni. Da quel momento in poi la famiglia visse in ristrettezze economiche. La madre si sposò nuovamente, per poi divorziare nel 1834; questo evento lasciò una traccia profonda nel giovane Keller.
Keller trascorse la giovinezza tra povertà ed emarginazione. Spirito ribelle, nel 1833 s'iscrisse alla scuola professionale del cantone, ma dopo solo un anno venne espulso con l'accusa di aver istigato una sommossa degli studenti. L'accusa, che si sarebbe rivelata infondata, accrebbe in lui il carattere scontroso e lo spinse ad abbandonare gli studi in favore della pittura. Prese lezioni prima dal paesaggista Peter Steiger e poi dal tedesco Rudolf Mayer, con esiti modesti e imponendo alla famiglia sacrifici per il mantenimento, fino al 1838, anno in cui Mayer impazzì e Gottfried iniziò a scrivere le sue prime liriche.
Nel 1840, grazie a un piccolo lascito, intraprese un viaggio a Monaco: fu un periodo scapigliato in cui l'artista fu oppresso dai debiti e costretto a chiedere costantemente denaro alla madre. Due anni dopo, non avendo conseguito risultati per lui apprezzabili, decise di rientrare a Zurigo e diventare scrittore. Fu un momento di depressione e crisi, che traspare nella prima stesura del romanzo autobiografico Enrico il verde (Der grüne Heinrich), che diverrà la sua opera più conosciuta.
Gli anni quaranta furono un periodo di lotte politiche progressiste (per poi assestarsi su posizioni liberali) e amori infelici (Luise Rieder, Johanna Kapp e Betty Tendering).
Nel 1848 le autorità cantonali gli conferirono un primo sussidio che gli permise di recarsi a Heidelberg, dove conobbe il filosofo Ludwig Feuerbach; in lui avvenne una vera e propria rivoluzione che lo portò alla conversione religiosa.
I primi anni cinquanta, grazie a un secondo sussidio che gli permise il trasferimento a Berlino, furono i più prolifici dal punto di vista letterario, soprattutto per la produzione prosastica. Nacquero gli abbozzi per Sette leggende (Sieben Legenden), Epigramma (Das Sinngedicht) e le Novelle zurighesi (Züricher Novellen). Nel 1851 l'editore Wierveg pubblicò le Nuove Poesie (Neuere Gedichte). 
Rientrò a Zurigo nel 1855, dove, ancora mantenuto dalla famiglia, continuò l'attività di scrittore e mantenne i contatti con diverse personalità intellettuali dell'epoca (Wagner, Heise, Semper). Nel 1856 uscì il primo volume della Gente di Seldwyla, contenente il racconto che molti considerano il suo capolavoro: Romeo e Giulietta nel villaggio (Romeo und Julia auf dem Dorfe).
Il 14 settembre 1861 venne nominato primo cancelliere della città di Zurigo, nonostante alcune opposizioni interne. Dopo anni di disagi, raggiunse finalmente prestigio e sicurezza economica. Ricoprì il suo incarico in maniera esemplare fino al 1876, quando decise di dimettersi. Nel frattempo morirono la madre (1864) e la sorella (1888), che aveva gestito il patrimonio familiare con molta parsimonia.
Ormai la sua figura era riconosciuta e apprezzata, come dimostrano i festeggiamenti in pompa magna per il suo cinquantesimo e settantesimo compleanno e la laurea honoris causa in filosofia conferitagli dall'università di Zurigo nel 1869.
Morì il 15 luglio 1890 e gli vennero tributati funerali solenni.
Nel 1921 fu creato da Martin Bodmer il Premio Gottfried Keller, che viene attribuito ogni tre anni.

## Opere
- 1846: Gedichte
- 1851: Neuere Gedichte
- 1853-55: Der grüne Heinrich, (Enrico il verde) prima stesura del romanzo
- 1856: Die Leute von Seldwyla, (La gente di Seldwyla) parte I del ciclo di novelle con i racconti: 
  - Pankraz, der Schmoller
  - Romeo und Julia auf dem Dorfe
  - Frau Regel Amrain und ihr Jüngster
  - Die drei gerechten Kammacher
  - Spiegel, das Kätzchen. Ein Märchen
- 1872: Sieben Legenden, ciclo di novelle
- 1873-74: Die Leute von Seldwyla, parte I del ciclo immutata, parte II con i racconti:
  - Kleider machen Leute
  - Der Schmied seines Glückes
  - Die mißbrauchten Liebesbriefe
  - Dietegen
  - Das verlorene Lachen
- 1877: Züricher Novellen, (Novelle zurighesi) ciclo di novelle con i racconti: 
  - Hadlaub
  - Der Narr auf Manegg
  - Der Landvogt von Greifensee
  - Das Fähnlein der sieben Aufrechten
  - Ursula
- 1879-80: Der grüne Heinrich, definitiva stesura del romanzo
- 1881: Das Sinngedicht, ciclo di novelle
- 1883: Gesammelte Gedichte
- 1886: Martin Salander, romanzo
- 1889: Gesammelte Werke, in dieci volumi

### Edizioni italiane
- Sette leggende e altre novelle, a cura di Ervino Pocar, Torino, Utet, 1931, collana I grandi scrittori stranieri.
- Lettere d'amore smarrite, traduzione di Paolo Colombo, Torino, Fassinelli, 1945.
- Tutte le novelle, 2 voll., traduzione di Lavinia Mazzucchetti, Anita Rho e G. Ruschena, Collana Classici, Milano, Adelphi, 1963-1964; Collana Gli Adelphi, 2013.
- Enrico il Verde, traduzione di Lionello Vincenti, Torino, Einaudi, I ed. 1944.
  -  Enrico il Verde, traduzione di L. Vincenti, con un saggio di Herbert Marcuse, Collana Einaudi Tascabili, Torino, Einaudi, 1992.
- Romeo e Giulietta al villaggio, Paola Capriolo, Collana Scrittori tradotti da scrittori, Torino, Einaudi, 1994.
- Romeo e Giulietta nel villaggio. Testo tedesco a fronte, traduzione di A. R. Azzone Zweifel, Collana Letteratura universale. Gli elfi, Venezia, Marsilio, 2003.
- Sette leggende. Testo tedesco a fronte, a cura di A. R. Azzone Zweifel, Collana Letteratura universale. Gli elfi, Venezia, Marsilio, 2003.
- Romeo e Giulietta nel villaggio, traduzione di Lavinia Mazzucchetti, Collana Piccola enciclopedia, Milano, SE, 2004.
- Specchio il gattino, Una fiaba di Seldwyla, traduzione di Manlio Mosella, Illustrazioni di Maximilan Liebenwein, Collana Letteratura, Macerata, Giometti & Antonello, 2022

## Filmografia
Dalle sue opere sono stati tratti adattamenti cinematografici:
- Regina (Regine), regia di Erich Waschneck (1935)